# 3139 Shantou
3139 Shantou è un asteroide della fascia principale del diametro medio di circa 41,25 km. Scoperto nel 1980, presenta un'orbita caratterizzata da un semiasse maggiore pari a 3,1958718 UA e da un'eccentricità di 0,0246261, inclinata di 20,53777° rispetto all'eclittica.
L'asteroide prende il nome dalla città cinese di Shantou.